# Kaula (tantrismo)
Kaula, o anche Kula, indica un insieme di tradizioni tantriche derivanti, secondo Gavin Flood, dalle pratiche Kapālika (letteralmente "adoratori del Kapālin", il Portatore del teschio - uno dei nomi di Śiva -, corrente ascetica shivaita di origini molto antiche, conosciuta per l'abitudine di meditare nei campi crematori). La scuola Kaula è inoltre strettamente legata alle tradizioni Siddha e Natha.

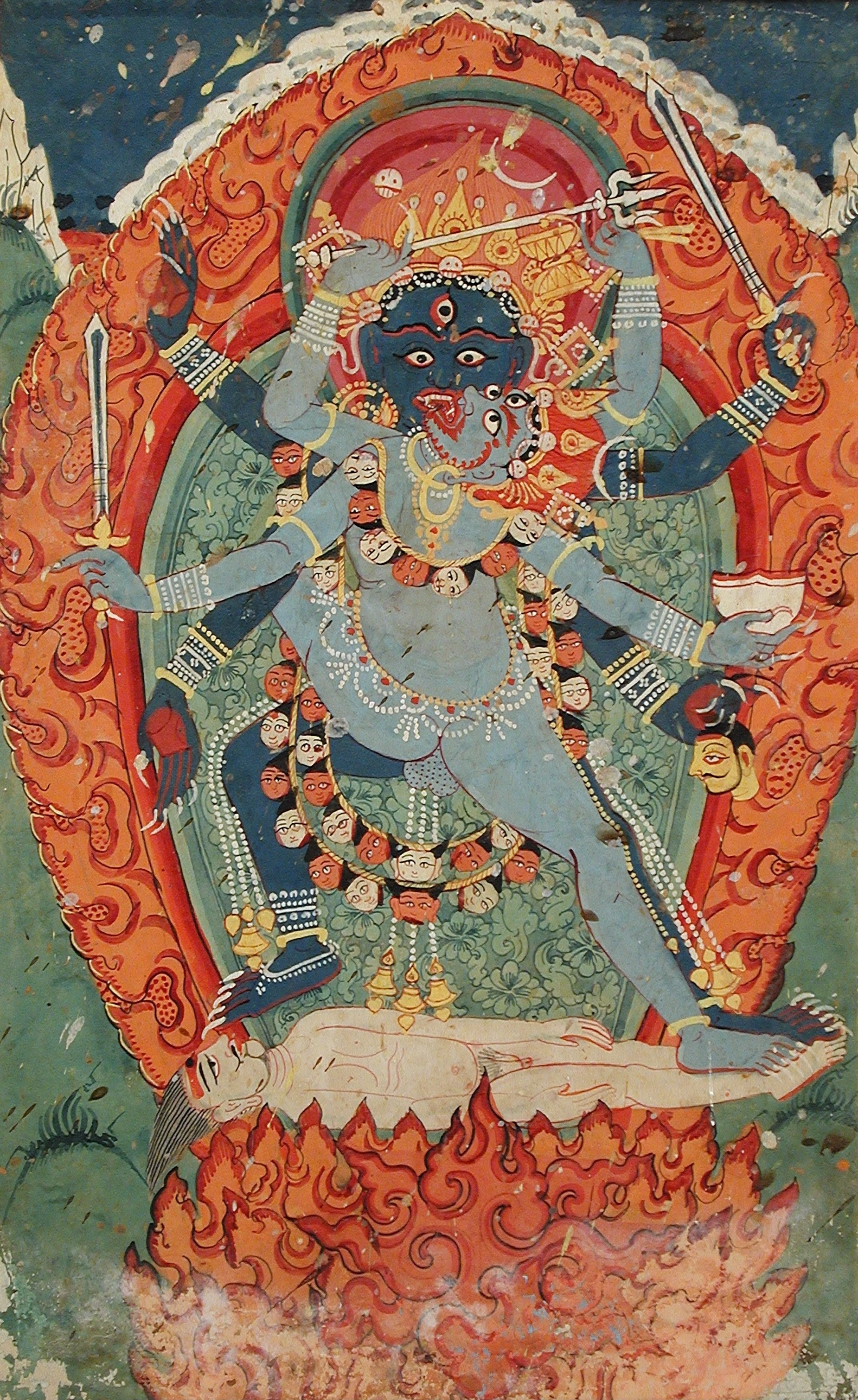
Kali e Bhairava in Unione

## Origini e significato
Il Kaula si diffuse in tutto il subcontinente indiano, ma è principalmente suddivisibile in due grandi rami, Purva Kaula (Kaula orientale) e Uttara Kaula (Kaula settentrionale). Per quanto riguarda il ramo settentrionale, il sistema Kaula fu introdotto nel Kashmir all'inizio del V secolo d.C. da Shri Macchandanātha. Fu poi ripreso nel IX secolo dal saggio Sumatinātha, al cui lignaggio spirituale apparteneva Shambhunātha, uno dei maestri del grande pensatore e mistico Abhinavagupta.
Sono sue le parole: «La potenza che dimora, risiede nel cuore, è la libertà stessa. L'oggetto, il fine della sua attività creativa è la "famiglia", cioè l'insieme del percepibile, della percezione e del percettore; ed ecco quindi, che essa è chiamata con il nome di "Capofamiglia" (Kaulinī). Creato poi che abbia questa famiglia, essa la guida, la presiede, e, conoscendola, la illumina e la riassorbe in sé a un tempo.»
La traduzione del termine Kula in inglese è considerata difficoltosa e ha sollevato alcuni problemi per i ricercatori. Il significato di base è "famiglia", "gruppo", "totalità". Secondo Flood ciò fa riferimento al corteo di dee minori descritto nella letteratura delle scuole.
Filosoficamente il termine è usato per indicare la connessione unificante i molteplici aspetti del reale. Nella tradizione Kaula, la famiglia, o kula, è l'insieme delle potenze divine che danno origine al tutto, e quindi il tutto stesso. Kaulika è un termine che indica la Totalità nella sua forma manifesta, una famiglia, una pluralità, in cui dimora indiviso l'unico Sé, il "Capofamiglia" (la Divinità Suprema, che per alcune correnti è il Dio, Śiva, per altre la Dea, Śakti).
Un altro significato dato talvolta al termine Kaula è quello di un "gruppo di persone" impegnate insieme nella pratica della disciplina spirituale.
Le sette Kaula sono note per i loro esponenti estremi che raccomandano il farsi beffe dei tabù e dei costumi sociali come mezzo di liberazione. Nel tempo tali pratiche sono state spesso adattate per renderle accessibili anche a famiglie ordinarie.

## Concetti fondamentali
I concetti di purezza, sacrificio,  libertà, maestro spirituale (guru) e cuore sono concetti fondamentali della tradizione Kaula e meritano di essere esaminati.

### Purezza e impurità
«In questo rituale, il saggio dovrebbe usare proprio ciò che è proibito nel novero delle scritture. Ciò è immerso nel nettare della sinistra.» 
Secondo gli insegnamenti del Kaula le azioni (o gli oggetti) non sono da considerarsi impuri di per sé, piuttosto è l'atteggiamento il fattore determinante. L'ignoranza spirituale è l'unica impurità mentre la conoscenza è pura. Fino a quando si rimane identificati con la Coscienza Suprema non vi è nulla di impuro. L'adepto non è influenzato da alcuna impurità esterna e si avvale di ciò che è comunemente considerato riprovevole per raggiungere la trascendenza. Da qui deriva il carattere antinomico e asociale del Kaula e delle forme tantriche "della mano sinistra".
Le offerte sacrificali tradizionali della scuola Kaula sono conosciute come le panchamakara, le cinque M, ossia māṃsa (la carne), matsya (il pesce), mudrā (il grano arrostito), madya (le bevande inebrianti) e maithuna (l'unione sessuale). Questi veicoli inebrianti, convenzionalmente considerati impuri dall'ortodossia indù, sono invece venerati nelle pratiche Kaula per la loro capacità di potenziare i sensi, provocando uno stato di piacere talmente intenso da favorire un repentino cambiamento di stato; questo può allora essere direzionato per far emergere la realtà in tutta la sua pienezza, come beatitudine, riposo, gustazione e meraviglia. Tuttavia, dato il particolare carattere delle panchamakara, anche la tradizione Kaula e le altre forme tantriche "della mano sinistra" ne prescrivono un utilizzo ben definito, limitandone l'accesso ai vira (letteralmente "eroi").

### Sacrificio
Il sacrificio nella tradizione Kaula è definito in primo luogo come un atto interiore. Ogni azione eseguita con lo scopo di riunirsi nella realtà suprema è detta sacrificio. Tuttavia, se il sacrificio fosse soltanto interiore, la mancanza di esteriorità porterebbe dualità e quindi squilibrio e limitazione. Questo è il motivo per cui gli adepti Kaula compiono sacrifici simbolici avvalendosi di un luogo sacro e di vari rituali.
Secondo Abhinavagupta, il sacrificio Kaula può essere celebrato attraverso sei supporti: la realtà esterna, la potenza (śakti), il corpo, l'unione sessuale, il soffio vitale e la coscienza. Questi sei sacrifici così ordinati costituiscono un cammino che dalla dualità procede verso la non dualità, e ognuno di essi va celebrato tendendo al successivo.

### Libertà
La scuola Kaula mette in risalto i concetti di autonomia, liberazione e libertà.
Essa afferma la libertà del devoto dai limiti interiori, intellettuali ed egoistici e dai preconcetti esteriori, sociali e culturali.
A livello esteriore il decondizionamento è conseguito distaccandosi dalle restrizioni convenzionali in materia di puro e impuro, e sostituendo la propria famiglia con la quella spirituale del maestro.
A livello interiore la libertà è conseguita attraverso il risveglio della Kundalini, l'energia creativa della Coscienza (Śiva). Kundalini dispiegandosi dà origine alla manifestazione (il processo è tradizionalmente associato alla formazione del corpo umano), per poi giacere addormentata alla base del corpo sottile, in attesa del momento in cui, risvegliandosi, ascenderà fino a ricongiungersi con Śiva. Il risveglio della Kundalini avviene per tutti al momento della morte, ma per gli iniziati acquisisce un valore particolare in quanto permette il ricongiungimento nel Sé supremo, la riscoperta della propria natura non duale, origine di ogni dualità. 
La libertà assoluta (liberazione) si trova solo nella rivelazione di questa unità onnipervadente, uno stato descritto come ātmavyāpti, riassorbimento nel vero Ātman, o śivavyāpti: riassorbimento nella Coscienza Suprema che è Śiva.
Essere liberi è essere assolti dalla necessità di rinascita, condizionata dai vincoli karmici. La coscienza si espande nella realtà cosiddetta pura, uno stato che esiste oltre il tempo e lo spazio, in cui la potenza di conoscenza e azione non è soggetta a restrizioni, non ci sono desideri condizionati o esigenze da soddisfare e la beatitudine è presente direttamente nella coscienza.
Il metodo fondamentale del Kaula è l'esperienza della libertà di coscienza nel cuore. Il discepolo impara a riconoscere Śiva come la realtà ultima. Le pratiche relative alla coscienza sono spiegate in testi come il Vijñānabhairava Tantra, lo Spandakārikā e gli Śivasūtra. 
Lo Shivaismo del Kashmir descrive la libertà come svātantrya, la libertà di creare, mantenere e riassorbire l'universo che è propria di Śiva stesso. Si ritiene che Śiva, al di sopra di ogni restrizione o condizionamento, attraverso la sua potenza (śakti) crei, mantenga e riassorba l'universo per sua libera volontà come espressione giocosa del suo Spirito (lila).

### Maestro spirituale
"Il guru è la via - gurur upāyaḥ". Questa dichiarazione tratta dal testo sacro più venerato dello Shivaismo kashmiro, lo Śivasūtra, sintetizza la concezione del rapporto tra maestro e discepolo secondo la scuola. Nella tradizione Kaula la disposizione essenziale del discepolo sta nell'arrendersi al proprio maestro, accogliendo il dono del suo impulso spirituale. I discepoli particolarmente ricettivi all'influenza della guida sono chiamati "figli spirituali" e possono conoscere lo stato più elevato di coscienza grazie al contatto diretto con il cuore illuminato del maestro.
Si ritiene che il maestro formi un unico Sé (Ātman) con i suoi discepoli. Perciò egli conduce i discepoli alla scoperta del loro proprio Ātman, per mezzo della sua coscienza. Come il fuoco acceso passa da una candela ad un'altra, la rivelazione del Sé passa da maestro a discepolo direttamente, non attraverso le parole o le pratiche esteriori, ma grazie al trasferimento di potenza (Shaktipat).

### Il Cuore
Aham, il cuore, è un concetto centrale nell'ideologia Kaula, concepito come la realtà più sacra, sede della Coscienza (Cit) e della Beatitudine (Ānanda), luogo di unione della coppia cosmica di Śiva e Śakti. Il termine Aham fa riferimento alla stessa realtà espressa in altri termini come anuttara (insuperabile), akula (oltre il kula), Śiva (il Signore), Cit (Coscienza Suprema), così come Ānanda e Śakti. Ogni termine esprime un punto di vista specifico, ma nessuno di essi può pienamente descrivere la Realtà Suprema.
A livello individuale, il cuore è la forza che tiene unite le varie esperienze coscienti: l'individuo è considerato un Kula composto da otto elementi. Questi sono: i cinque sensi, l'ego (ahamkara), la mente e l'intelletto. Essi non sono coinvolti in processi totalmente separati bensì costituiscono un'unica famiglia interdipendente ("kaula") che trova nella Coscienza il substrato comune. Il Kaula prescrive varie pratiche allo scopo di reintegrare gli otto "raggi" dell'anima nella Coscienza Suprema.
A livello cosmico, il "Cuore del Signore" (Aham) è il substrato della famiglia di 36 principi che formano tutta la manifestazione. Il concetto di cuore spirituale è talmente importante per lo Shivaismo kashmiro che persino la realizzazione suprema è descritta in relazione ad esso. La cosiddetta Kechari Mudrā è un'attitudine descritta come "la capacità della coscienza di muoversi liberamente (charati) nello spazio (kha) del cuore" ( "kha" e "charati" uniti formano "kechari").

## Pratiche
L'insegnamento del Kaula interessava sia la vita quotidiana che le pratiche mistiche. Analogamente ad altre scuole tantriche, essa sceglieva un approccio positivo (affermativo): invece di prescrivere autolimitazioni e condannare varie azioni, interpretava ciascuna azione come il manifestarsi o l'oscurarsi della luce spirituale. Così, la sessualità, l'amore, la vita sociale e la ricerca artistica erano considerati autentici vettori di evoluzione spirituale. Il principale centro di interesse del Kaula era l'elaborazione di metodi pratici per raggiungere l'illuminazione,  piuttosto che l'impegnarsi in complessi dibattiti filosofici. Tutto ciò che è piacevole e positivo può essere integrato nella sua pratica.
I principali veicoli utilizzati nella pratica Kaula erano: la famiglia spirituale, la pratica di rituali d'iniziazione, la coppia (i rituali sessuali quali il cosiddetto maithuna), il corpo (l'alchimia spirituale dentro il proprio corpo), l'energia (śakti) (controllata soprattutto attraverso l'uso di mantra e fonemi mistici) e la Coscienza (vista come l'essenza di tutto il proprio essere e dell'universo stesso).
Le pratiche miravano al raggiungimento di uno stato di non dualità descritto come un "riassorbimento nel Cuore Spirituale", samādhi nirvikalpa o come l'esperienza della "Luce Increata" della Coscienza (Prakāśa).

### Pratica di gruppo
Le pratiche di gruppo, che sono limitate ai membri di un Kaula (famiglia), includono riti, feste e iniziazioni. Le finalità di queste pratiche sono: l'avvio dei novizi, l'espansione della coscienza e l'espressione della beatitudine raggiunta.
La chiave per l'efficacia della pratica di gruppo risiede nella concordia delle menti e dei cuori dei partecipanti. Quando viene creato un gruppo spirituale compatibile, l'evoluzione spirituale dei suoi membri può notevolmente accelerare.
Secondo Abhinavagupta, un tale gruppo può entrare in uno stato di unità e di coscienza universale senza sforzi. Lo spiega con il concetto di riflessione (pratibimba), che indica il processo di unificazione, un traboccare spontaneo della coscienza.
La relazione tra le parti di un Kaula si realizza attraverso la riflessione reciproca. Il termine "riflessione" (pratibimba) è qui usato nel senso di "contenente dentro di sé l'immagine di altri oggetti". Il numero delle possibili interazioni e riflessioni tra i membri di un Kaula è molto più grande del numero di elementi che contiene. Secondo lo Shivaismo kashmiro, in realtà ogni parte è nella sua essenza Akula (Śiva), quindi c'è una connessione tra le parti attraverso il loro comune substrato Akula. Dal momento che ogni parte contiene nella sua essenza Akula, essa contiene automaticamente tutto.  In questo modo si realizza il riflesso reciproco.
La pratica del rituale può comportare la costruzione di un mandala, la visualizzazione di una Dea o un gruppo di Dee (Śakti), la recitazione di un mantra (japa) eseguita in uno stato di "riposo all'interno della coscienza creativa" (camatkāra), l'oblazione nel fuoco e la sua versione interiorizzata (la combustione degli oggetti e dei mezzi di conoscenza nel "fuoco" della coscienza non duale, parāmarśa).
La potenza di un rituale sta nella sua ripetizione. Un discepolo particolarmente favorito dalla grazia divina può raggiungere lo stato supremo, anche semplicemente soggiornando per un breve periodo in presenza di un guru, senza alcuna istruzione (per via della Shaktipat), ma quelli meno preparati hanno bisogno di preparazione e fortificazione graduale.

### Yamala, la coppia tantrica

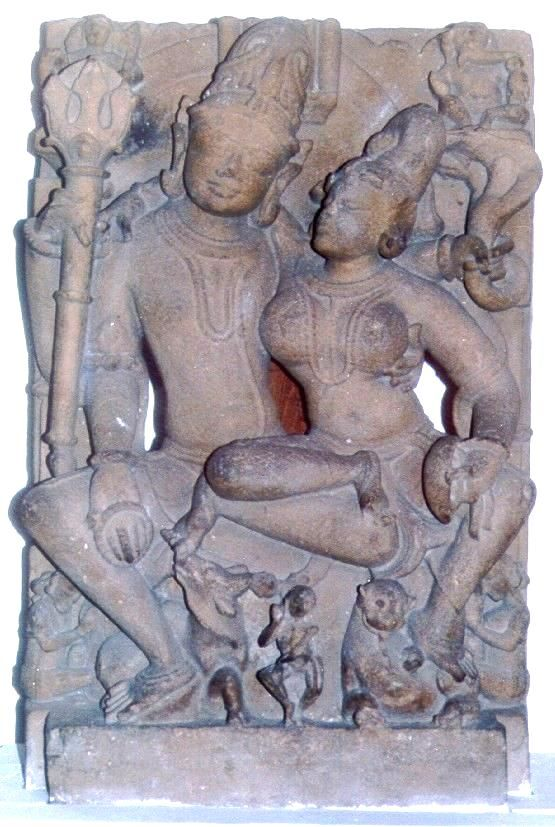
La coppia Śiva e Śakti, bassorilievo presso il Museo Nazionale di Nuova Delhi

"Questa coppia, dove via via è sparito ogni differenziato sapere, questa coppia è la coscienza stessa, l'emissione unitiva, la dimora stabile, senza superiore, naturata di nobile, cosmica beatitudine da ambedue essenziata, il supremo segreto del Kula, non quiescente, non emergente, causa fontale d'emergenza e quiescienza."
Quasi la metà del Tantrāloka è dedicata ai rituali, che di solito evocano il congiungersi di due principi opposti e complementari come il maschile e il femminile, una facoltà e il suo oggetto (per esempio, la vista e l'immagine) o il movimento di inspirazione e quello di espirazione. Secondo John Hughes, l'esperienza di questo stato di congiunzione, in tutte le sue varie manifestazioni, è tipica della scuola Kaula, e ha come fine il riassorbimento di ogni dualità nell'unità originaria.
Le pratiche Kaula che si propongono come fine questa (ri)unificazione sono compiute da una coppia di iniziati, la yogini e il siddha. Queste pratiche non comprendono solo l'unione sessuale, ma qualunque congiunzione di due percezioni (per esempio la congiunzione che dà origine al vedere, può essere proiettata nella coppia di iniziati se il siddha diventa l'occhio, e la yogini l'immagine).
Gli iniziati che accedono a questo stato realizzano l'unificazione di Śiva e Śakti. In questo stato Śiva e Śakti non possono più essere distinti, perché hanno dissolto la loro individualità, inducendo l'uno nell'altra uno stato di permanente risveglio. Questo risultato è reso possibile dall'intensità del loro amore.
Il sacrificio Kaula è riservato a quei pochi che possono mantenere uno stato di Bhairava (ossia Terrifico, nome di Śiva e stato di illuminazione spirituale) nell'unione sessuale. Per quanto riguarda le altre coppie, anche se riproducono il rito alla lettera (per come viene percepito dal di fuori), se non raggiungono la coscienza Bhairava sono solo impegnate in un atto sessuale. 
L'energia generata durante l'atto sessuale tantrico è considerata una forma di emissione sottile, mentre l'atto di eiaculazione è considerato una forma di emissione fisica.  Nello Shivaismo kashmiro, l'energia di emissione (Visarga Śakti) è considerata una forma di Beatitudine (Ānanda).
A seconda dell'orientamento della propria Coscienza, introverso o estroverso, l'emissione può essere di due tipi: quiescente o emergente. In Śānta, la forma quiescente di emissione, l'attenzione viene assorbita unicamente nel proprio Sé in un atto di trascendenza. In Udita, la forma emergente, l'attenzione è proiettata sul Sé (Ātman) del proprio amante, in uno stato associabile all'immanenza.
Santodita, che significa "al di là di Udita e  Śānta", è la forma che unisce, l'origine dell'emissione Śānta e di quella Udita. Santodita è descritta come la beatitudine universale (Cidānanda), la Coscienza indivisa, il Kaula (l'unione di due nell'uno) e una "emissione della pulsazione di Śiva e Śakti". Questo tipo di traslazione dall'atto fisico al mentale e alla Coscienza stessa è una caratteristica della visione del mondo tantrica.

### Pratiche fisiche
Nelle pratiche spirituali il Kaula pone particolarmente l'accento sull'importanza del corpo, considerato "come il vascello del Supremo" e quindi percepito in modo assai diverso da quelle pratiche ascetiche che lo vedono come un impedimento e talvolta lo torturano. La ripetuta dissoluzione nello stato di non dualità dovrebbe indurre effetti secondari anche sul corpo fisico (la cosiddetta "alchimia tantrica del corpo"), grazie all'azione dell'energia spirituale (śakti).
Attraverso l'espansione della Coscienza, il corpo (e in ultima analisi, tutta la realtà esterna) è assorbito nell'esperienza della non dualità. Così l'adepto Kaula scopre kaulika, il potere (siddhi) di identificazione con la Coscienza universale, che viene sperimentato nel corpo fisico; questa esperienza viene generata spontaneamente, senza alcuno sforzo (si tratti di meditazione, posture āsana, concentrazione dharana o altre forme di esercizi yoga). Il processo è descritto come una discesa dell'energia della Coscienza non duale nel corpo fisico. In questo stato la Coscienza si manifesta come una forza libera, che penetra i sensi e dà origine al samādhi estroverso, ossia l'assorbimento consapevole nella Coscienza Suprema non duale, in cui la coscienza, la mente, i sensi e il corpo fisico sono "dissolti" nell'unità originaria. 
Come conseguenza, qualsiasi percezione della realtà esterna diventa un'esperienza non duale. È allora possibile vivere immersi in un continuo stato di unione con Śiva, anche durante lo svolgersi della vita di tutti i giorni. Questa forma di samādhi estroverso e onnicomprensivo, è il culmine dell'evoluzione spirituale. Lo yogi sperimenta tutto come pura luce ed estasi (cit ānanda) e non percepisce più alcuna differenza tra interno ed esterno.

### Pratica con i Mantra
La meditazione mantrica è la forma più comune di pratica tantrica. Nel sistema Kaula, questa pratica è associata in particolare con il gruppo dei fonemi. I 50 fonemi (varṇa) dell'alfabeto sanscrito sono visti come mantra, "semi" che denotano i vari aspetti della coscienza (cit) e dell'energia (śakti). L'insieme (kula) dei fonemi sanscriti forma una descrizione completa della realtà, dal livello più basso (la terra) al più alto (la Coscienza, che è Śiva).
L'enunciazione rituale dei fonemi imita l'emanazione del cosmo dalla suprema coscienza di Śiva. In un altro rituale, i fonemi sono identificati con zone specifiche del corpo attraverso la pratica del Nyasa, infondendo nel corpo l'energia spirituale. Questo stato mistico culmina nel Kaula del corpo (la perfezione dell'insieme di organi, sensi e mente) e chi lo raggiunge è conosciuto con il nome di siddha (perfetto, unificato). L'adepto raggiunge una forma di illuminazione in cui, attraverso il potere del mantra,  arriva a riconoscere la divinità all'interno del proprio corpo.
L'iniziazione alla pratica mantrica si basa su un trasferimento di potenza e sul contatto diretto con il cuore illuminato del maestro  (trasmissione tramite il lignaggio spirituale). La parola o il fonema non sono utili in sé, si dice abbiano efficacia soltanto se il discepolo ha ricevuto la sua iniziazione da un autentico maestro.

## Applicazioni del termine
Mentre la realtà manifesta è descritta come Kula (una variante del termine Kaula), il fattore unificante, la Divinità, è chiamato Akula. "A" significa "oltre" o "non", così che "Akula" sta per "oltre kula". Come il substrato di tutta la manifestazione è Akula, così esso è anche la base di ogni Kula. Così le famiglie Kula sono unite da un substrato comune, il trascendente Akula.
In ogni circostanza, su vari livelli dell'universo, Kula è una contrazione (saṃkoca) della totalità, così in ciascun Kula è presente una forma contratta dell'universo, una forma contratta di Śiva stesso (Akula). Tale affermazione è stata resa popolare attraverso motti del tipo "La Coscienza è Tutto" in certe pubblicazioni per il vasto pubblico relative allo Shivaismo kashmiro.
Spesso al livello di realtà più elevato Śiva e Śakti formano la coppia suprema, o il Kula (la famiglia) definitivo. Śiva, sotto vari nomi (Anuttara – assoluto, Prakāśa – luce non creata, Cit – coscienza suprema, Akula – oltre i gruppi della manifestazione) e Śakti, sotto una simile pletora di nomi (Vimarśa – riflesso nella coscienza, Visarga – energia creativa che emette l'Universo, Kundalini – energia fondamentale del corpo, Spanda – vibrazione atemporale, Kauliki – quella che è sorta dal Kula). I due sono sempre uniti indissolubilmente in un perfetto stato di grazia. Infine non c'è alcuna differenza tra Śiva e Śakti, essi sono aspetti diversi della medesima realtà. La suprema "famiglia" per definizione comprende sia la manifestazione che la trascendenza.
Nello Shivaismo Kashmiro, la Coscienza Suprema (Cit, identica ad Akula) è considerata il substrato della manifestazione. La Coscienza è l'ultimo principio, la monade dell'universo, sempre presente come substrato in ogni realtà, che sia grossolana (fisica), sottile (mentale) o più sottile (relativa al corpo causale o anima). Così il mondo esterno, corpo, mente e anima sono considerati parti congiunte del tutto, concretizzazioni della Coscienza Suprema. Da questa prospettiva, Kula è la totalità della manifestazione nella forma grossolana, sottile e suprema. Anche se Cit non è direttamente coinvolta nel processo di manifestazione (in quanto è detta essere immanifesta) essa è sempre presente in ogni possibile aspetto della manifestazione. Così, si dice che essa sia la causa sostanziale della manifestazione (la manifestazione è fatta di Cit "come i vasi sono fatti d'argilla") ed anche la causa efficiente (come il vasaio è la causa efficiente nell'attività di creare vasi").
Un concetto strettamente imparentato a Kaula è kaulika, la forza coesiva del Kula. Il termine letteralmente significa "sorto nel Kula". Kaulika è un altro nome per śakti, l'energia spirituale. Śakti, così come è descritta nello Shivaismo Kashmiro, fa una cosa paradossale – crea l'universo, con tutta la sua diversità intrinseca e allo stesso tempo resta identica a Śiva, l'assoluto trascendente. Così Kaulika è un'energia sia di spirito che di materia. Unendo i due, Kaulika crea il cammino di evoluzione dall'ego allo spirito.
La manifestazione di Kaulika si dispiega dall'assoluto (anuttara) nel processo di creazione cosmica (mahasristi). Così Kaulika non deve essere vista come pura energia, o semplicemente come il legame tra materia e spirito, ma pure identica all'assoluto. Anche se ella è l'aspetto dinamico dell'assoluto, non si colloca più in basso di Śiva, il suo divino consorte.

## I testi
Sebbene il Kaula sia principalmente una tradizione orale e non attribuisca un grande valore all'elaborazione scritta, esistono alcuni testi legati alla tradizione. Muller Ortega, seguendo Pandey, riassume la letteratura della scuola kashmira come segue: 
- Siddha-yogeśvarī-mata Tantra
- Rudrayāmala Tantra
- Kulārṇava Tantra
- Jñānārṇava
- Nityā-ṣoḍaśika-arṇava
- Svacchanda Tantra
- Netra Tantra
- Tantrarāja Tantra
- Kālīkula